# 上海道教历史

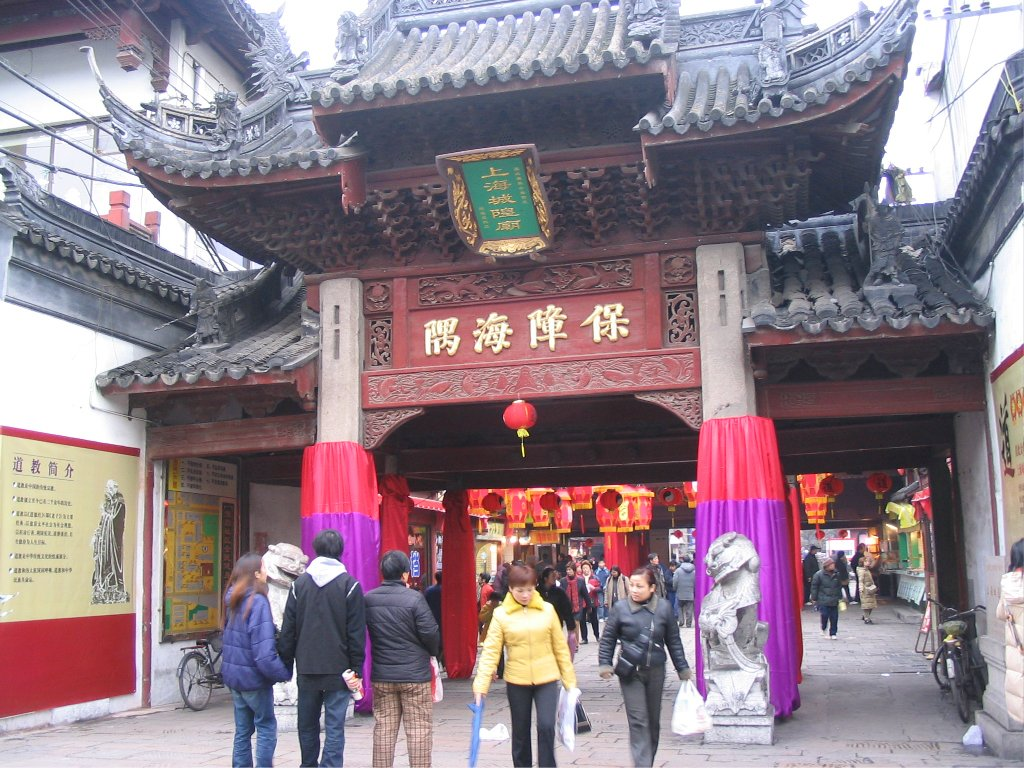
城隍庙位於方浜中路入口

上海道教主要始于三国时期孙吴时期。上海地区第一座道观为吴末帝孙皓在今大金山岛建的冠军神庙，以祭祀汉大司马大将军霍光。明代，由于政府的提倡，道教中的正一道逐渐占据主导地位，这对上海和江南其他地区的道教发展产生重要影响。到1949年，上海有道观236座，其中211座在郊县和上海市郊。在市区的15座道观全部属于为全真派。此外全真派另有道院146家，也均在市区。1966年以后，上海道教活动停止。1982年得到恢复。目前，全市有道观11座，其中最著名的2座道教宫观为上海城隍庙和海上白云观，分别属于正一道 和全真道。